# فرهنگستان موسیقی سلطنتی سوئد
فرهنگستان موسیقی سلطنتی سوئد (به سوئدی: Kungliga Musikaliska Akademien) در سال ۱۷۷۱ توسط گوستاو سوم سوئد پایه‌گذاری شده و یکی از فرهنگستان‌های سلطنتی سوئد است. این فرهنگستان، یک سازمان مستقل است که برای ترویج هنری، علمی، آموزشی و توسعه فرهنگی موسیقی فعالیت می‌کند.

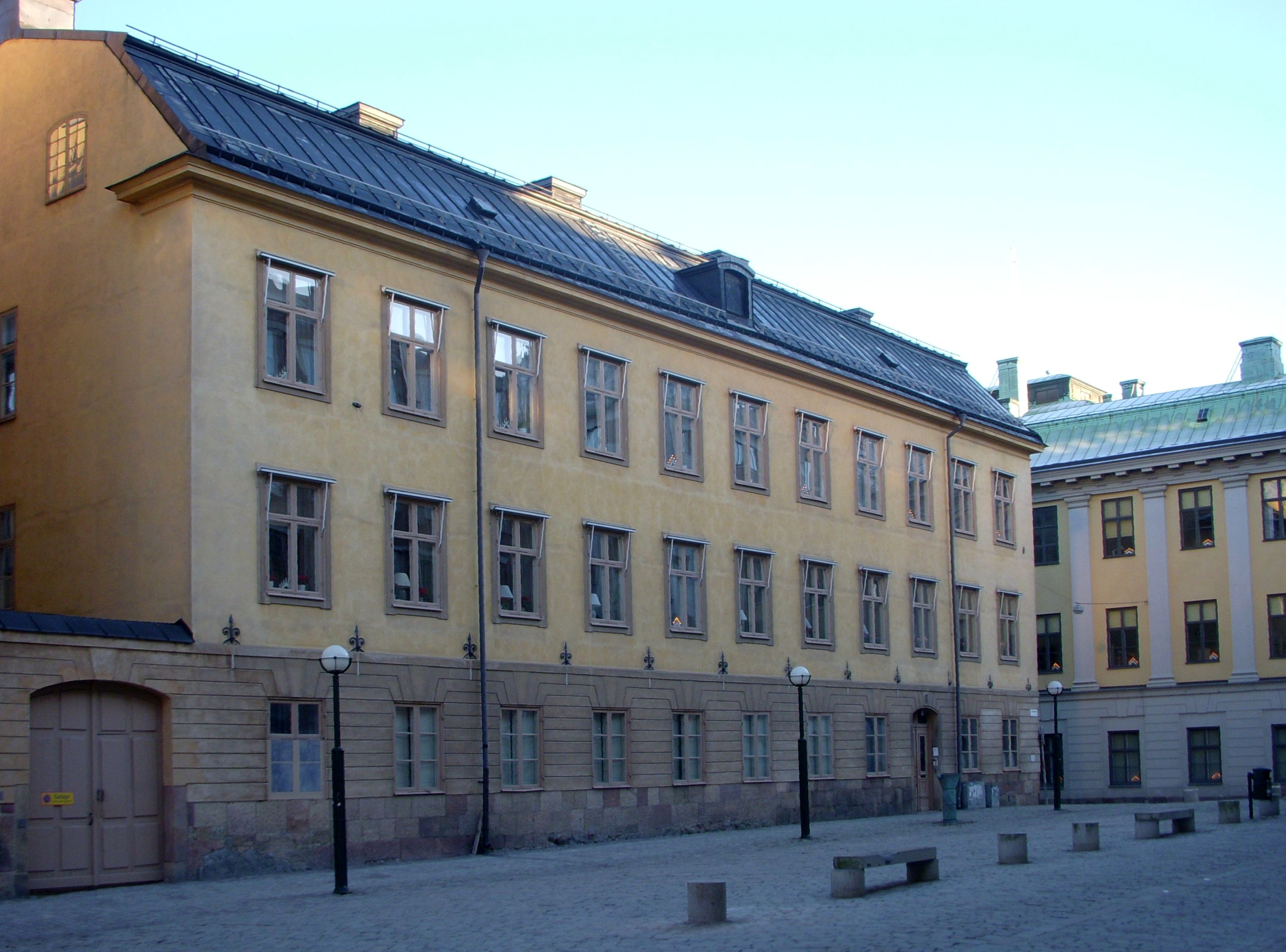
ساختمان فعلی آکادمی سلطنتی موسیقی سوئد در استکهلم